# Fernando Fabio Sánchez
Fernando Fabio Sánchez, (n. Torreón, Coahuila, 1973) es un escritor mexicano.

## Obras
Ha publicado
- Los arcanos de la sangre (1997),
- Posesión de naves (1999),
- Muerte, sucesión y sueño (2000),
- Clásicos en el destierro (2001).
- "La reportera Roja" (2023)

Su obra ha aparecido en las antologías 
- Cuentos de La Laguna,
- Condominio de poetas laguneros,
- Generación del 2000. Literatura mexicana hacia el tercer milenio (prólogo de José Agustín),
- Novísimos cuentos de la República Mexicana (edición y prólogo de Mayra Inzunza).

Su trabajo académico y literario ha formado parte también de revistas en México, Estados Unidos e Inglaterra.